# The Tooth Fairy Tats 2000
The Tooth Fairy Tats 2000 is aflevering 48 (#401) van de Amerikaanse animatieserie South Park en verscheen voor de eerste keer op 5 april 2000.

## Samenvatting
De jongens vinden een nieuwe manier om grof geld te verdienen: tanden onder kussens leggen. Ze maken misbruik van de goedgelovigheid van Liane Cartman (Cartmans moeder) en leggen 114 tanden onder Cartmans kussen. Totdat Mrs. Cartman geen geld meer heeft en moet opbiechten dat de tandenfee niet bestaat. Maar de jongens weten een andere manier om geld eruit te krijgen: ze stelen tanden en leggen die onder andermans kussen, zodat de ouders hun geld geven, die zij dan afpakken. Op hun eerste avond komen ze erachter dat er een groot bedrijf is dat al 2 jaar hetzelfde doet als zij. Ze doen mee met het bedrijf, waardoor ze 2% van de opbrengst krijgen. Cartman vindt dat 2% niet genoeg is, en omdat ze weten hoe de tandenruil werkt, besluit Cartman om een eigen handel te beginnen. De leider van het bedrijf komt erachter en ontvoert Kenny McCormick. Hij zegt dat hij Kenny in de rivier gaat gooien met betonnen schoenen aan als ze niet die andere 98% procent van het geld geven. Cartman zegt dat Kenny nergens bang voor is, dus wordt Kenny in de rivier gegooid, waarop blijkt dat ze hem in de Platte hebben gegooid waar Kenny kan staan. Op een gegeven moment maakt een van de tandartsen een val. Daar trappen ze allen in met als gevolg dat ze stoppen met de tandenfeebusiness.

## Kenny's dood
Kenny gaat dood doordat hij verdrinkt in een rivier. De jongens gingen weg van het bedrijf en toen gooide de bedrijfsleider Kenny in de rivier. Eerst kon Kenny nog staan, maar toen viel hij in een gat en verdronk.